# Ersetzungszeichen
Das Ersetzungszeichen (�) ist ein Schriftzeichen, das anstelle von nicht darstellbaren Zeichen angezeigt wird.
Das Zeichen befindet sich auf der Position U+FFFD im Unicodeblock Spezielles. Es wird in den meisten Schriftarten als schwarze Raute mit weißem Fragezeichen dargestellt. Zum Vergleich: Rechts oben das Ersetzungszeichen, so wie es mit der gerade verwendeten Schriftart dargestellt wird, unten zeigt die Grafik diese Raute.

Darstellung über eine SVG-Datei

Das Ersetzungszeichen – auch Ersatzzeichen oder in Unicode REPLACEMENT CHARACTER – soll dargestellt werden, wenn ein Zeichen angetroffen wird, das im eingestellten Zeichensatz nicht definiert ist. Ob dies tatsächlich geschieht, hängt von der jeweiligen Situation ab, es kann stattdessen zu Zeichensalat kommen.
Manche Systeme zeigen kein einheitliches Ersatzzeichen, sondern ein Viereck mit dem Hexadezimalcode (Unicode) des jeweiligen nicht darstellbaren Zeichens.
In deutschsprachigen Texten wird das Ersetzungszeichen typischerweise anstelle von Umlauten und ß angezeigt, wenn ein in ISO 8859-1 kodierter Text („8 Bit“) mit der Einstellung UTF-8 angezeigt wird.